# Genny Pagliaro
Genny Caterina Pagliaro (Rovereto, 15 de octubre de 1988) es una deportista italiana que compite en halterofilia. Ganó ocho medallas en el Campeonato Europeo de Halterofilia entre los años 2006 y 2016.

## Palmarés internacional
| Campeonato Europeo | Campeonato Europeo          | Campeonato Europeo | Campeonato Europeo |
| Año                | Lugar                       | Medalla            | Categoría          |
| ------------------ | --------------------------- | ------------------ | ------------------ |
| 2006               | Władysławowo (Polonia)      | Medalla de bronce  | 48 kg              |
| 2007               | Estrasburgo (Francia)       | Medalla de bronce  | 48 kg              |
| 2008               | Lignano Sabbiadoro (Italia) | Medalla de bronce  | 48 kg              |
| 2011               | Kazán (Rusia)               | Medalla de bronce  | 48 kg              |
| 2013               | Tirana (Albania)            | Medalla de oro     | 48 kg              |
| 2014               | Tel Aviv (Israel)           | Medalla de oro     | 48 kg              |
| 2015               | Tiflis (Georgia)            | Medalla de bronce  | 48 kg              |
| 2016               | Førde (Noruega)             | Medalla de plata   | 48 kg              |